# Kanzi
Kanzi (nacido el 28 de octubre de 1980, fallecido el 18 de marzo de 2025) fue un macho de bonobo que destacó en estudios de lenguaje de grandes simios. De acuerdo con Sue Savage-Rumbaugh, una primatóloga que ha estudiado el bonobo a lo largo de su vida, Kanzi ha mostrado una aptitud lingüística avanzada.

## Biografía
Nació de Lorel y Bosondjo en la estación de campo de Yerkes en Universidad de Emory y se trasladó al Centro de Investigación de Idiomas en la Universidad Estatal de Georgia, Kanzi fue robado y adoptado poco después de nacer por una hembra más dominante, Matata. Como un bebé, Kanzi acompañó a su madre a las sesiones donde se enseña el idioma a través del teclado lexigrama, pero mostró poco interés en las lecciones.
Fue una gran sorpresa para los investigadores cuando un día, mientras estaba fuera Matata, Kanzi comenzó a mostrar competencia con los lexigramas, llegando a ser no solo el primer simio en haber aprendido a señalar los aspectos del lenguaje naturalista en lugar de a través de la capacitación directa, sino también el primer bonobo observado que empezaba a usar algunos elementos de lenguaje. En poco tiempo, Kanzi había dominado las diez palabras en las que los investigadores habían estado luchando para enseñar a su madre adoptiva, y desde entonces ha aprendido más de doscientas más. Cuando oye una palabra (a través de auriculares, para filtrar las señales no verbales), él apunta al lexigrama correcto.
También son notables la capacidad de Kanzi para comprender aspectos de la lengua hablada y la asocian con lexigramas, su capacidad para entender oraciones gramaticales simples y, posiblemente, su invención de nuevas palabras.  De acuerdo con el artículo de Discover, Kanzi es un experto en la materia.
Kanzi es hermano adoptado de Panzee y Panbanisha. Kanzi, junto con su madre y su hermana, vive actualmente en la Great Ape Trust en Des Moines, Iowa. Kanzi es el macho alfa de la comunidad de bonobos residentes. Su madre, Matata, es la líder principal (en la sociedad matriarcal de bonobos, la posición de un macho está determinada principalmente por la posición de las 
hembras con las que está relacionado). De acuerdo con la revista Smithsonian, Kanzi "tiene el semblante de un patriarca en envejecimiento - él es calvo y barrigón con graves ojos hundidos." Esta descripción está confirmada por una fotografía de National Geographic a toda página en color de Kanzi en marzo de 2008.

### Ejemplos de comportamiento de Kanzi
- En una salida de los bosques de Georgia, Kanzi tocó los símbolos de "malvavisco " y "fuego". Susan Savage-Rumbaugh, dijo en una entrevista que, "Teniendo en cuenta las cerillas y los malvaviscos, Kanzi quebró ramas de un fuego encendido con las cerillas y tostó los malvaviscos en un palo."[5]

- Paul Raffaele, a solicitud de Savage-Rumbaugh, realizó una Danza de Guerra Maorí para los bonobos. Esta danza incluye golpes en el muslo, golpes de pecho, y gritos. Casi todos los bonobos presentes lo interpretaron como una muestra agresiva, y reaccionaron con gritos fuertes, enseñando los dientes, y golpeando las paredes y el suelo. Todos menos Kanzi, que quedó totalmente en calma, y que luego se comunicó con Savage-Rumbaugh usando vocalizaciones de bonobo. Savage-Rumbaugh entendió estas vocalizaciones, y dijo a Raffaele "le gustaría volver a hacerlo solo para él, en una habitación de atrás, por lo que los demás no se molestarían". Y por ello hizo una representación privada en otra habitación con éxito, pacífica y felizmente llevada a cabo.[5]

- Sue Savage-Rumbaugh ha observado a Kanzi comunicándose con su hermana. En este experimento, Kanzi se mantuvo en una sala separada del Proyecto Gran Simio y se le mostró un poco de yogur. Kanzi comenzó a vocalizar la palabra "yogur" en un idioma desconocido ", y su hermana, que no podía ver el yogur, luego señaló a la lexigrama para el yogur.[5]

- Los logros de Kanzi también incluyen el uso y elaboración de herramientas. Kanzi es un consumado fabricante de herramientas de piedra y está muy orgulloso de su capacidad de cortar con cuchillos escamas tipo Olduvayense. Se enteró de esta habilidad del Dr. Nick Toth, quien es un antropólogo del Instituto de la Edad de Piedra en Bloomington, Indiana. Las piedras cortantes que Kanzi crea son muy afiladas y pueden cortar la piel animal y cuerdas gruesas.

- En una demostración de Campeones en el programa de televisión de la selva, Kanzi se mostró en el juego de arcade Pac-Man y la comprensión de cómo ganar.

## Para leer más
- de Waal, Frans (2005). Our Inner Ape, ISBN 1-57322-312-3.
- Raffaele, Paul (2006), "The Smart and Swinging Bonobo", Smithsonian, Volumen 37, Número 8 (noviembre de 2006 -- a general article about bonobos).